# Mariano Bartolucci
Mariano Bartolucci (Bastia Umbra, 5 giugno 1881 – Perugia, 20 agosto 1976) è stato un compositore e direttore di banda italiano, autore di numerose composizioni, trascrizioni e metodi di musica.

## Biografia
Mariano Bartolucci nasce a Bastia Umbra il 5 giugno del 1881. Il 30 maggio 1912 ottiene il diploma di Maestro di Banda presso l'Accademia Filarmonica di Bologna e dal 1934 al 1945 è direttore della scuola di musica della città natale, mentre dal 1935 dirigerà la Filarmonica di Corciano per 28 anni. Contemporaneamente, dal 1946 al 1957 sarà anche a Marsciano. Nel quadriennio 1948-1951 sarà inoltre maestro della Banda Comunale di Umbertide. Dal secondo dopoguerra agli anni settanta dirige anche la banda di Ponte San Giovanni ed è, sempre negli anni settanta, giurato al I Concorso Bandistico di Mugnano. Muore all'età di 95 anni, a Perugia, il 20 agosto 1976.

## Le opere
Mariano Bartolucci è autore di oltre duecento composizioni originali per banda, che spaziano dalle marce militari e sinfoniche, alle marce religiose e funebri, ai ballabili e alla musica da concerto (soprattutto sinfonie e intermezzi sinfonici), scritte anche sotto lo pseudonimo di B. Nelson (italianizzato in Nelsoni durante il ventennio).
Oltre alle composizioni originali ha trascritto molta musica operistica, in particolare di Verdi, Donizetti e Bellini.
Le sue composizioni sono state pubblicate presso le edizioni Saporetti e Cappelli di Firenze e Tito Belati di Perugia.

### Elenco parziale delle composizioni
- IV Novembre, Marcia
- A Mio Figlio, Marcia Funebre
- A Roma! A Roma!, Inno-Marcia
- Ai Cari Estinti, Marcia Funebre
- Abruzzo Gentile, Marcia Sinfonica
- Allegri Sempre!, One-Step
- Aquila d'Oro, Marcia Sinfonica
- Augustus, Marcia Sinfonica
- Assisi, Marcia
- Baciatemi, Tango
- Barcellona, Marcia
- Bella Popolana, Mazurka
- Bologna, Marcia Sinfonica
- Capri, Marcia Sinfonica
- Carnera, Marcia Sinfonica
- Castelli Romani, Marcia
- Ciociaretta, Marcia
- Clitunno, Marcia d'Entrata
- Colli Albani, Marcia
- Contadinella Umbra, Marcia Caratteristica
- Corpus Domini, Marcia Religiosa
- Cristo Re, Marcia Religiosa
- Cuore Infranto, Marcia Funebre
- Dalila, Marcia Brillante
- Disco Verde, Marcia
- Dolore e Pianto, Marcia Funebre
- Donatella, Marcia
- Estrema Quiete, Marcia Funebre
- Fabiolina, Marcia
- Fabrizia, Marcia
- Fante Eroico, Marcia
- Festa Campestre, Sinfonia
- Festosità, Sinfonia
- Fiesole, Marcia
- Fiorentina, Marcia
- Frate Sole, Marcia Religiosa
- Frù - Frù, Polka
- Giovinezza Italica, Sinfonia
- Gli Acrobati, Marcia Caratteristica
- Gorizia, Marcia
- I Calciatori, Marciabile
- I Decorati, Marcia
- I Filibustieri, Marcia
- I Legionari, Marcia Sinfonica
- I Pifferari, Scherzo Marciabile
- I Vagabondi, Marcia Sinfonica
- Il Galletto Innamorato, Valzer
- Il Mattino, Intermezzo
- Il Mietitore, Marcia Sinfonica
- Il mio Gattino, Fox Trot
- Il Podestà, Marcia
- Il Ritorno, Marcia
- Il Torero, Marcia
- Il S. Michele, Marcia Militare
- Ilarità, Polka Variata per Clarinetto in Sib
- Illusioni, Valzer
- In Memoria di Tito Belati, Marcia Funebre
- L'Alpinista, Marcia
- L'Aquilone, Marcia
- L'Eroina, Marcia Militare
- L'Innamorato, Divertimento per Bombardino
- L'Orientale, Marcia
- L. Rizzo, Marcia
- La Chiromante, Scherzo Marciabile
- La Maddalena, Marcia
- La Marcia dei Piccoli (La Marcia dei Balilla), Marcia
- La Montanina, Scherzo Marciabile
- La Nuova Banda, Marcia
- La Popolana, Marcia
- La Rivista, Marcia
- La Siriana, Tango
- La Zingarella, Marcia Sinfonica
- Lanterna Magica, Marciabile
- Le Cascine, Marcia
- Le Marionette, Marciabile
- Lerici, Marcia
- Liliana, Marcia
- Lo Spazzacamino, Scherzo Marciabile
- Marcellina, Marcia
- Marco Polo, Marcia Sinfonica
- Marcia Funebre (1929)
- Marcia Funebre (1943)
- Mariannina, Marcia
- Marisa, Marcia Caratteristica
- Mater Dolorosa, Marcia Funebre
- Mater Purissima, Marcia Religiosa
- Mesto Ricordo, Marcia Funebre
- Milano, Marcia Sinfonica
- Mirella, Marcia
- Monteverde, Marcia
- Monti Martani, Marcia
- Nanny, Canzone Marciabile
- Napoli Bella, Marcia
- Napolitanella, Marcia
- Ninetta, Marcia
- Noretta, Marcia
- Nozze Fauste, Marcia Brillante
- Omaggio a Dante, Sinfonia
- Paesanella, Marcia
- Patria, Sinfonia
- Pattuglia Araba
- Passeggiata, Marcia
- Pertusia, Ouverture
- Perugia, Marcia Sinfonica
- Petrignano, Marcia
- Piccola Danza
- Piediluco, Marcia Sinfonica
- Pierot in Festa, Fantasia Caratteristica
- Ponteggianella, Marcia Sinfonica
- Portafortuna, Marcia
- Primavera, Marcia Sinfonica
- Primavera di Pace, Marcia Sinfonica
- Puccettino, Marcia
- Quadriglia N°1
- Quadriglia N°2
- Quel fiorellin ..., valzer
- Rapallo, Marcia
- Riccione, Marcia Brillante
- Ricordi Giovanili, Marcia
- Ricordi Paesani, Fantasia
- Rinascere, Marcia
- Roma, Marcia Sinfonica
- Salva Umbria, Marcia Sinfonica
- San Giovanni Bosco, Marcia Religiosa
- San Lorenzo, Marcia Religiosa
- Santa Rosa, Marcia Religiosa
- Santa Veronica, Marcia Religiosa
- Santa teresa Marcia religiosa
- Sentimentalismo, Marcia Sinfonica
- Serenella, Marciabile
- Sonno Eterno, Marcia Funebre
- Sorrentina, Marcia
- Sotto i Cipressi, Marcia Funebre
- Spoleto, Marcia
- SS. Trinità, Marcia Religiosa
- Strapaese, Marcia
- Subasio, Marcia
- Sul Trasimeno, Marcia Sinfonica
- Trasteverina, Marcia
- Valle Tiberina, Marcia
- Viareggio, Marcia
- Visione, Intermezzo
- Vita Beata, Marcia
- Vita Campagnola, Marcia
- Viva gli Sposi, Valzer
- Zampognata di Natale

Sotto lo pseudonimo di B. Nelson
- Ancona, Marcia Sinfonica
- Baraonda, Marcia
- Gli Zingari, Scherzo Marciabile
- I Beoni, Marciabile
- I Nanetti, Marcia
- I Partenopei, Marcia Sinfonica
- I Volontari d'Italia, Marcia Sinfonica
- Il Plebiscito, Marcia
- Lo Scugnizzo, Marcia Caratteristica
- L'Uomo Allegro, Marcia Sinfonica
- Mugnano, Marcia
- San Marino, Marcia Sinfonica
- San Rocco, Marcia Religiosa
- Serenata Capricciosa, Intermezzo (con clarinetto obbligato)
- Terminillo, Marcia
- Topolino, Marcia
- Zara, Marcia Sinfonica

| Controllo di autorità | VIAF (EN) 305368216 · ISNI (EN) 0000 0004 2033 9431 · SBN CUBV014406 · LCCN (EN) no2013110770 |